# Controversia acerca del enfriamiento de la Antártida

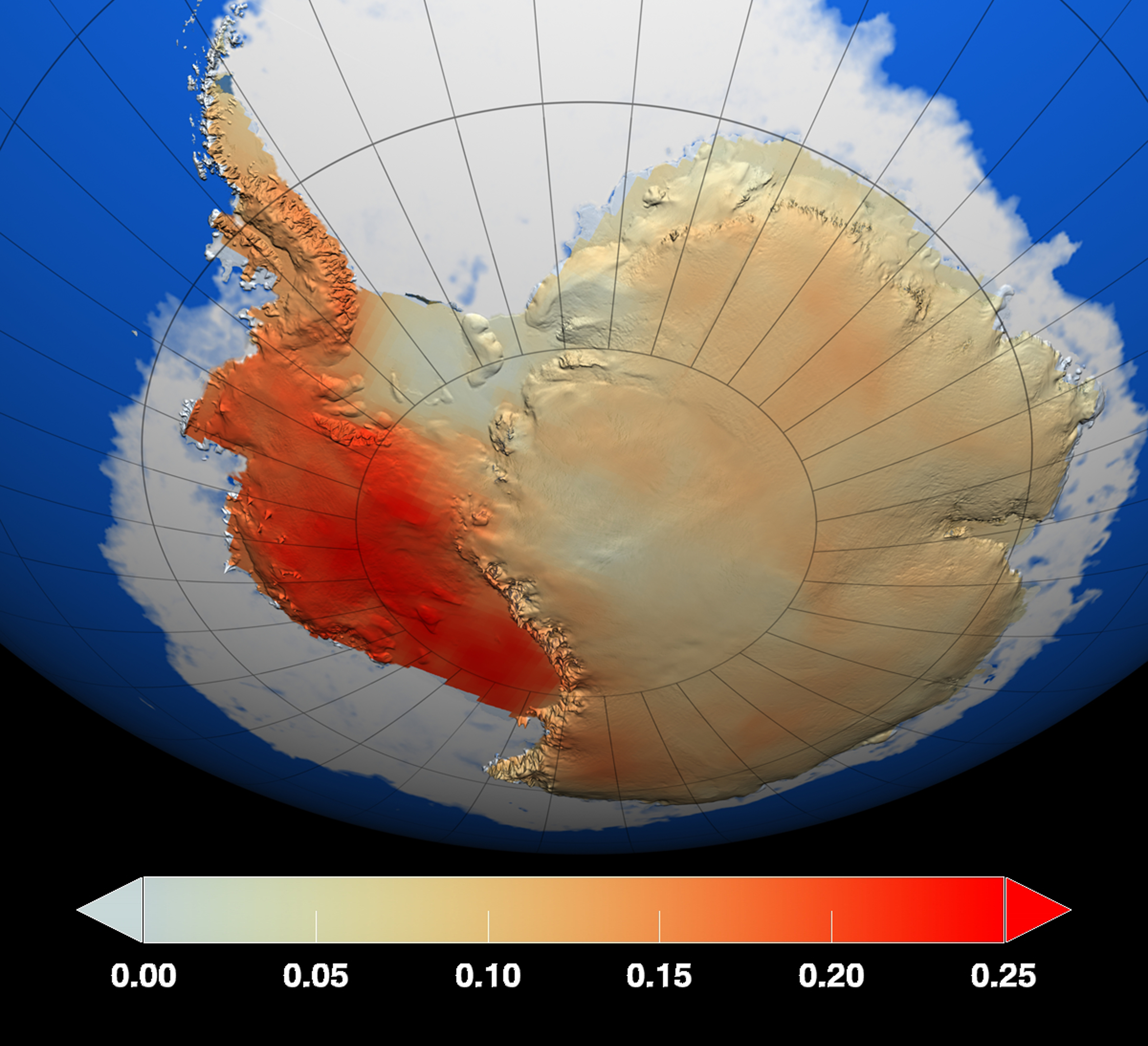
Tendencias de temperatura superficial de la Antártida. El rojo representa las áreas donde las temperaturas han aumentado más durante los últimos 50 años, particularmente en la Antártida Occidental. Las tendencias de temperatura se dan en °C/década. Crédito: Eric Steig, Universidad de Washington, con Estudio Científico de Visualización de NASA/GSFC.

Una aparente contradicción en el comportamiento de enfriamiento observado de Antártida entre 1966 y 2000 se convirtió en parte del debate público en el controversia sobre el calentamiento global, particularmente entre los grupos de defensa de ambos lados en la arena pública. incluyendo a políticos, así como en los medios populares. En su novela Estado de miedo, Michael Crichton afirmó que los datos antárticos contradecían la conjetura del calentamiento global. Los pocos científicos que han opinado sobre la supuesta controversia afirman que no hay contradicción, mientras que el autor del artículo que inspiró los señalamientos de Crichton ha dicho que este hizo un "mal uso" de sus resultados. No hay controversia similar en la comunidad científica, en tanto los pequeños cambios observados en la Antártida son consistentes con los pequeños cambios predichos por los modelos climáticos, y porque la tendencia general desde que las observaciones exhaustivas comenzaron, es en el sentido del calentamiento. En el Polo Sur, donde algunas de las más fuertes tendencias al enfriamiento fueron observadas entre 1950 y 1990, la tendencia principal es plana desde 1957 hasta 2018.

## Introducción
Los cambios en la temperatura atmosférica promedio del continente antártico han sido objeto de varias mediciones. La tendencia difiere en diferentes lugares del continente. Estas tendencias han sido etiquetadas como "contradictorias" en algunas situaciones.
Las observaciones muestran, sin ambigüedad, que la península Antártica se está calentando. Algunas tendencias en otras partes del continente han mostrado enfriamiento, mientras que otros muestran calentamiento en todo el continente, pero las tendencias generales son más pequeñas y dependen de la temporada y del período de tiempo, durante el cual se calcula la tendencia. Los modelos climáticos predicen que las tendencias de temperatura debidas al calentamiento global serán mucho más pequeñas en la Antártida que en el Ártico, principalmente porque la absorción de calor por el océano Antártico actúa para moderar el forzamiento radiativo de los gases de efecto invernadero.
En un estudio publicado en 2009, los datos históricos de las estaciones meteorológicas se combinaron con mediciones satelitales para deducir las temperaturas pasadas en grandes regiones del continente, y estas temperaturas indican una tendencia general al calentamiento. Uno de los autores del artículo, Eric J. Steig, de la Universidad de Washington, declaró: "Ahora vemos que el calentamiento se está produciendo en los siete continentes de la tierra de acuerdo con lo que los modelos predicen como respuesta a los gases de efecto invernadero". Un estudio de seguimiento realizado por O'Donnell y otros, criticó enérgicamente el trabajo de Steig et al. encontrando un calentamiento significativo en la Antártida Occidental pero un enfriamiento general en la mayor parte del continente. O'Donnell et al. también confirmó que la Antártida en general se ha estado calentando desde la década de 1950, pero no estaba de acuerdo con Steig et al. sobre la fuerza de ese calentamiento. Mediciones posteriores de temperaturas en un pozo en el centro de la capa de hielo de la Antártida Occidental, por Orsi y otros, encontrando tendencias positivas incluso más grandes que Steig et al.
Tanto los datos satelitales RSS como UAH, que comenzaron en 1979, han mostrado un enfriamiento neto. El trabajo de Stenni (et al. 2017) calcula una tendencia de enfriamiento en las principales regiones del continente durante los últimos 2000 años.

## Origen de la controversia
Michael Crichton, en su novela de 2004 Estado de Miedo, aseveraba que el enfriamiento observado en el interior de Antártica muestra la falta de fiabilidad de los modelos utilizados para las predicciones conjeturales del calentamiento global y, por lo tanto, de la teoría del clima en general. Esa novela tiene un argumento de docudrama, basado en la idea de que hay una conspiración deliberadamente alarmista detrás del activismo del calentamiento global . Como se presenta en la página 193 de la novela: "Los datos muestran que un área relativamente pequeña llamada Península Antártica se está fundiendo y desprendiéndose de hielo enormes icebergs. Eso es lo que se reporta año tras año. Pero el continente en general se está enfriando y el hielo se está volviendo más grueso". Otras fuentes luego recogieron el argumento, etiquetándolo como "Controversia sobre enfriamiento antártico", a pesar del hecho de que las tendencias observadas, pequeñas y variables, son en gran medida compatibles con la pequeña magnitud de las tendencias de temperatura pronosticadas por el modelo para la Antártida.
Crichton tomó nota de su afirmación, de que el enfriamiento antártico se originó en el documento de Doran et al., de 2002, aunque el documento al que se hace referencia no indicaba directamente que sus mediciones fueran evidencia contra el calentamiento global. El trabajo indicado: "Aunque los informes anteriores sugieren un ligero calentamiento continental reciente, nuestro análisis espacial de los datos meteorológicos antárticos demuestra un enfriamiento neto en el continente antártico entre 1966 y 2000, particularmente durante el verano y el otoño. Los Valles secos de McMurdo se hn enfriado en 0,7 °C por década entre 1986 a 2000, con pronunciadas tendencias estacionales ... El enfriamiento antártico continental, especialmente la estacionalidad del enfriamiento, plantea desafíos para los modelos de cambio climático y de ecosistemas.
En respuesta a Crichton, el autor principal del artículo de investigación, Peter Doran, publicó una declaración en The New York Times declarando, "... nuestros resultados han sido mal utilizados como" evidencia "contra el calentamiento global por Michael Crichton en su novela "Estado de miedo". Nuestro estudio encontró que el 58 % de la Antártida se enfrió de 1966 a 2000. Pero durante ese período, el resto del continente se fue calentando, y los modelos climáticos creados desde que se publicó nuestro artículo sugirieron un vínculo entre la falta de calentamiento significativo en la Antártida y el agujero de ozono en ese continente. Estos modelos, claramente desaparecidos del calentamiento -la literatura escéptica, sugiere que a medida que el agujero de ozono se cura, gracias a las prohibiciones mundiales de los productos químicos que destruyen el ozono, es probable que toda la Antártida se caliente con el resto del planeta. ¿Una verdad incómoda? También enfatizó la necesidad de más estaciones en el continente antártico para obtener resultados más sólidos.
El grupo presentó una refutación a las afirmaciones de Crichton, en Real Climate:
Los datos de temperatura a largo plazo del hemisferio sur son difíciles de encontrar, y cuando se llega al continente antártico, los datos son extremadamente escasos. No obstante, algunos patrones surgen de los limitados datos disponibles. La Península Antártica, sitio de la ya desaparecida plataforma de hielo Larsen-B, se ha calentado sustancialmente. Por otro lado, las pocas estaciones en el continente y en el interior parecen haberse enfriado ligeramente (Doran et al. 2002; GISTEMP).
A primera vista, esto parece contradecir la idea del calentamiento "global", pero hay que tener cuidado antes de llegar a esta conclusión. Un aumento en la temperatura media global no implica un calentamiento universal. Los efectos dinámicos (cambios en los vientos y la circulación oceánica) pueden tener un impacto tan grande a nivel local como el forzamiento radiativo de los gases de efecto invernadero. El cambio de temperatura en cualquier región en particular será de hecho una combinación de cambios relacionados con la radiación (a través de gases de efecto invernadero, aerosoles, ozono y similares) y efectos dinámicos. Dado que los vientos tienden a mover solo el calor de un lugar a otro, su impacto tenderá a cancelarse en la media global.
Es común encontrar afirmaciones conjeturales, de que "los modelos climáticos generalmente predicen un calentamiento amplificado en las regiones polares" (e.g., Doran et al.), un fenómeno llamado amplificación polar. De hecho, sin embargo, los climas ártico y antártico están desfasados entre sí (el efecto balancín polar), y los modelos climáticos predicen el calentamiento amplificado principalmente para el Ártico y no para la Antártida.

## Observaciones de tendencias
Hay pocas observaciones meteorológicas, de largo plazo, en la Antártida. Así, hay menos de veinte estaciones permanentes en total; y, solo dos en el interior. Más recientemente, algunas EMAs complementan esto, pero sus registros son relativamente breves. Por lo tanto, el cálculo de una tendencia para todo el continente es difícil. Mediciones de temperatura por satélite solo existen desde 1981; y, proporcionan mediciones de la temperatura de la superficie solo en condiciones sin nubes. 
Hay fuentes como el documental Antártida: Un mensaje de otro planeta, donde una científica española comenta que las temperaturas en la Antártida han descendido 3° en los últimos 15 años.
El Cuarto Informe de Evaluación del IPCC, de 2007, del IPCC estatuyó: 

"Los estudios observacionales han presentado evidencia de un pronunciado calentamiento en la Península Antártica, pero pocos cambios en el resto del continente durante la última mitad del siglo XX". Chapman and Walsh

 teniendo en cuenta que "Las tendencias calculadas para el período 1958–2002 sugieren un calentamiento moderado en gran parte del dominio de 60° - 90° S. Todas las estaciones muestran un calentamiento, siendo las tendencias de invierno las mayores a +0,172 °C por década, mientras que las tasas de calentamiento del verano son solo +0,045 °C por década. La tendencia de temperatura de 45 años para las medias anuales es de + 0,082 °C por década correspondiente a un cambio de temperatura de +0,371 °C durante el período de registro de 1958–2002. Las tendencias calculadas utilizando esos análisis muestran "considerable sensibilidad a las fechas de inicio y finalización, con las tendencias calculadas utilizando las fechas de inicio anteriores a 1965 que muestran el calentamiento general, mientras que las que utilizan las fechas de inicio de 1966 a 1982 muestran un enfriamiento neto en la región".
Algunas fuentes científicas han informado que hay una tendencia de enfriamiento observada en el interior del continente durante las últimas dos décadas del siglo XX, mientras que la península Antártica muestra una tendencia al calentamiento.
A principios de 2013, David Bromwich, profesor de meteorología polar en la Universidad Estatal de Ohio, y un equipo que incluía a expertos en estaciones meteorológicas antárticas de la Universidad de Wisconsin, publicaron un artículo en Nature Geoscience demostrando que el calentamiento en el centro de la Antártida occidental no era ambiguo, y probablemente el doble de la magnitud estimada por Steig et al. La clave del trabajo de Bromwich et al. fue la corrección de los errores en los sensores de temperatura utilizados en varias encarnaciones del registro de la Estación Byrd (el único registro largo en esa parte de la Antártida); la mala calibración anteriormente había hecho que se subestimara la magnitud del calor de la década de 1990, y se sobreestimara la magnitud de la década de 2000. El registro revisado de la estación Byrd está en muy buen acuerdo con los datos de temperatura del pozo cercano de la división WAIS. Una nueva reconstrucción estadística muestra un calentamiento significativo en toda la Antártida Occidental, en las medias anuales, impulsado por un calentamiento significativo en la mayor parte de la región en invierno y primavera. Las tendencias de verano y otoño son insignificantes, excepto en la Península Antártica, donde se extienden solo en otoño. Estos hallazgos están de acuerdo con el estudio de 2009 en Nature, aunque en general los nuevos resultados muestran un mayor calentamiento en la Antártida Occidental y un menor calentamiento sobre la Antártida Oriental en general. Nicholas y Bromwich argumentan que si bien el calentamiento en la Antártida oriental no es estadísticamente significativo, sería mayor en magnitud si no fuera por el agujero de ozono. No hay evidencia de que alguna región significativa de la Antártida se haya enfriado a largo plazo, excepto en el otoño. En un artículo de 2016, Turner y otros Señala que si se consideran solo los últimos 18 años, la tendencia en la Península Antártica se ha enfriado. Es probable que esto esté relacionado con la variabilidad tropical, quizás asociado con la fase de la Oscilación del Pacífico Interdecadal.